# Juriniopsis peruana
Juriniopsis peruana là một loài ruồi trong họ Tachinidae.